# Malawi na Letnich Igrzyskach Olimpijskich 2004
Malawi na Letnich Igrzyskach Olimpijskich 2004 reprezentowało 4 sportowców.

## Skład kadry

### Lekkoatletyka
Mężczyźni:
- Kondwani Chiwina – bieg na 800 m – 1:49.87 – 65 miejsce (Personal best)

Kobiety:
- Catherine Chikwakwa – bieg na 5000 m – Runda 1: 15:46.17 – 28 miejsce

### Pływanie
Mężczyźni:
- Yona Walesi
  - 50 m st. dowolnym – 34.11 s – 83 miejsce

Kobiety:
- Han Choi
  - 50 m st. dowolnym – 31.62 s – 69 miejsce